# Geschlechtsangleichende Maßnahmen in den Vereinigten Staaten
Geschlechtsangleichende Maßnahmen (englisch gender-affirming care) sind für transgender und nicht-binäre Menschen in den Vereinigten Staaten seit den 1950er Jahren möglich.
In der Gegenwart identifizieren sich schätzungsweise 1,4 Mio. Amerikaner – knapp 0,6 % der Gesamtpopulation – als transgender oder nicht-binär. Nachdem geschlechtsangleichende Maßnahmen viele Dekaden lang nur für eine kleine Minderheit möglich waren, hat heute, abhängig von der persönlichen Krankenversicherungssituation, eine Mehrzahl der Transfrauen und Transmänner Zugang zu medizinischen Einrichtungen, die auf solche Maßnahmen spezialisiert sind („Gender Health Services“), wobei Hormontherapien leichter erreichbar und weiter verbreitet sind und auch häufiger gewünscht werden als geschlechtsangleichende Operationen.
Allein für transgender Kinder, Jugendliche und Heranwachsende existieren in den USA derzeit fast 70 verschiedene medizinische Einrichtungen, wobei lediglich die Bundesstaaten West Virginia, Georgia, Mississippi, Louisiana, North Dakota, South Dakota, Montana, Wyoming, Idaho, Nevada, Utah, New Mexico, Alaska und Hawaii unversorgt sind.

## Geschichte

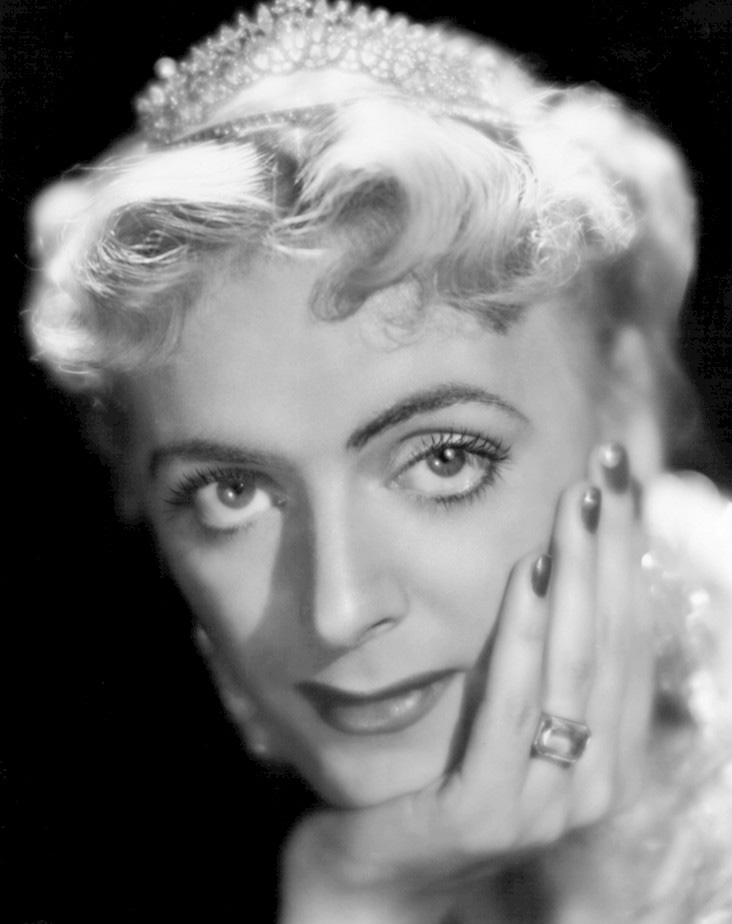
Christine Jorgensen (1954)

Die erste mit männlicher Geschlechtszuweisung geborene Amerikanerin (Transfrau), die nach einer geschlechtsangleichenden Operation Medienaufmerksamkeit erhielt, war Christine Jorgensen (1926–1989). Weil transgender Menschen in den Vereinigten Staaten zu diesem Zeitpunkt noch keine medizinische Hilfe fanden, reiste sie 1950 nach Dänemark, wo sie sich unter der Betreuung von Christian Hamburger zunächst einer Hormontherapie und ab 1952 in verschiedenen Kopenhagener Krankenhäusern mehreren Operationen unterzog. Als der erste Medienbericht über Jorgensens Geschlechtsangleichung gilt ein am 1. Dezember 1952 in den New York Daily News publizierter Zeitungsartikel. 1953 kehrte sie in die USA zurück. Jorgensen besaß ein ausgeprägtes Medienbewusstsein und nutzte dieses, um die Öffentlichkeit auf die Situation von transgender Menschen aufmerksam zu machen. Nachdem die USA medizinisch aufgeholt hatten, konnte sie sich dort in den späten 1950er Jahren einer weiteren Operation unterziehen.
Zu den ersten amerikanischen Medizinern, die sich mit Geschlechtsangleichungen befassten und solche Behandlungen auch durchführten, zählen Harry Benjamin und Elmer Belt. Der aus Deutschland eingewanderte, in New York niedergelassene Endokrinologe Benjamin (1885–1986) begann 1948 transgender Patienten, die Alfred Kinsey an ihn verwiesen hatte, unter anderem mit dem Östrogenpräparat Premarin zu behandeln. Für geschlechtsangleichende Operationen mussten Benjamins Patienten zunächst weiterhin ins europäische Ausland reisen, schließlich konnte Benjamin sie aber auch an Belt überweisen. Der in Los Angeles praktizierende Urologe Belt (1893–1980), ein Begründer der UCLA School of Medicine, gilt als der erste Arzt, der in den USA geschlechtsangleichende Operationen durchgeführt hat (1950).
Zur selben Zeit erschienen zum Thema Transgender auch erste wissenschaftliche Publikationen, beginnend mit dem Essay Psychopathia Transexualis (1949), dessen Autor David O. Cauldwell (1897–1959) eine Unterscheidung zwischen biologischem und psychologischem Geschlecht vornahm, wobei er das letztere allerdings für sozial geprägt und Transgender für eine durch Psychoanalyse zu kurierende Pathologie hielt. In seinem Werk The Transsexual Phenomenon (1966) widersprach Benjamin Cauldwells Einschätzung und warb dafür, qualifizierten Patienten geschlechtsangleichende Behandlungen zu ermöglichen – ein Ansatz, der in der Medizin der Vereinigten Staaten schließlich auch zum Mainstream wurde. In dieser einflussreichen Arbeit hat Benjamin mit der Sex Orientation Scale (SOS) auch ein erstes diagnostisches Hilfsmittel zur Bestimmung unterschiedlicher Formen von Transgender bei Menschen mit männlicher Geschlechtszuordnung vorgelegt.
Reed Erickson, ein ehemaliger Patient Benjamins, gründete 1964 die Erickson Educational Foundation (EFF), die erste Non-Profit-Organisation, die transgender Menschen und ihre Angehörigen kostenlos mit Information versorgte, Symposien für Mediziner durchführte, die mit transgender Menschen arbeiten, und Forschung und Fachpublikationen förderte.
1965/1966 entstand mit der Johns Hopkins Gender Identity Clinic an der Johns Hopkins University (Baltimore) die erste Einrichtung, die ganz auf geschlechtsangleichende Chirurgie spezialisiert war. Das interdisziplinäre Ärzteteam umfasste von Anfang an Psychoendokrinologen, pediatrische Endokrinologen, gynäkologische Chirurgen und Urologen.
1968 veröffentlichte Gore Vidal mit Myra Breckinridge den ersten amerikanischen Roman, in dem die Hauptfigur sich einer geschlechtsangleichenden Operation unterzieht. Von der 1970 uraufgeführten gleichnamige Filmadaption hat Vidal sich anschließend distanziert. Einige Szenen über geschlechtsangleichende Chirurgie waren bereits in dem 1953 erschienenen Dokudrama Glen or Glenda zu sehen gewesen. Beide Filme waren, obwohl ihre Produzenten damit um Verständnis für Transgender hatten werben wollen, kommerzielle Misserfolge, die auch von der Kritik verrissen wurden.
In den späten 1960er Jahren gründete Mario Martino in New York City mit dem Labyrinth Foundation Counseling Service die erste Organisation, die sich spezifisch der Anliegen von Transmännern annahm.
Die Transgender-Aktivistin und Herausgeberin der Zeitschrift Transvestia Virginia Prince setzte sich von 1969 an mit großer Breitenwirkung für eine Ablösung des – durch seine medizinische Begriffsgeschichte belastete – Terminus „Transsexualität“ durch „Transgender“ ein und wollte damit vor allem solche Menschen bezeichnet wissen, die zwar ständig ihrer Geschlechtsidentität gemäß leben, aber keine geschlechtsangleichenden Maßnahmen wünschen.
1979 kam eine Studie aus der Johns Hopkins Gender Identity Clinic zum Schluss, dass geschlechtsangleichende Chirurgie das Wohlbefinden der Patienten gegenüber dem nicht operierter Patienten nicht signifikant verbessert hatte. Obwohl diese Studie methodologische Probleme aufwies, wurde die Klinik geschlossen. Als Reaktion auf die Studie entwickelte die Henry Benjamin International Gender Dysphoria Association (heute: World Professional Association for Transgender Health/WPATH) die erste Fassung eines klinischen Standards, der noch heute als Richtlinie für die Behandlung von transgender und nicht genderkonformen Patienten verwendet wird. 2009 folgten Richtlinien der Endocrine Society.
1980 fand Transgender – als „Transsexualität“ – erstmals Eingang ins DSM-III, das Klassifizierungssystem der American Psychiatric Association (APA). Die Community empfand die Pathologisierung von Transgender als rückschrittlich und als Brandmarkung, konnte das Gesundheitssystem nun aber weitaus effektiver nutzen als bisher. 2013, in der fünften Ausgabe (DSM-5), wurde das Krankheitsbild der „Transsexualität“ schließlich auch durch Gender Dysphoria („Geschlechtsdysphorie“) ersetzt. Hintergrund dieser Revision war die Einsicht, dass nicht Transgender als solches, sondern das Leiden daran eine Pathologie bilde.
Die Centers for Medicare & Medicaid Services (CMS), eine Behörde innerhalb des Bundesgesundheitsministeriums, schlossen von 1981 bis 2014 geschlechtsangleichende Operationen (140.3 Transsexual Surgery) von den Leistungen, die von den beiden staatlichen Versicherungen übernommen werden müssen, explizit aus.
2014 folgte die Entscheidung eines Regierungsausschusses, dass Medicare verpflichtet sei, die Kosten für geschlechtsangleichende Operationen zu übernehmen.
Unter Präsident Obama wurde im Rahmen des Patient Protection and Affordable Care Act („Obamacare“) 2016 erstmals ausdrücklich festgeschrieben, dass Gesundheitsdienstleister transgender Patienten gegenüber cisgender Patienten nicht benachteiligen dürfen. Unter Präsident Trump sollte die Regelung rückgängig gemacht werden, nach der Wahl von Biden wurde sie im Januar 2021 jedoch gerichtlich bestätigt.
Im ausgehenden 20. und frühen 21. Jahrhundert sind in den USA zahlreiche Gender Health Services neu entstanden. Beispiele:
- 1992 – University of Michigan Health System Comprehensive Gender Services Program (Ann Arbor, Michigan, Einrichtung der University of Michigan)[22]
- 2008 – Brownstein & Crane Surgical Services (Greenbrae, Kalifornien, privat; 2019 in Crane Center for Transgender Surgery umbenannt)[23][24]
- 2009 – Center of Excellence for Transgender Health (Trans CoE; San Francisco, Kalifornien, Einrichtung der UCSF)[25]
- 2012 – Charlotte Transgender Healthcare Group (Charlotte, North Carolina; Zusammenschluss mehrerer spezialisierter medizinischer Dienstleister)[26]
- 2014 – St. John’s Transgender Health Program (Los Angeles, Kalifornien, Einrichtung des St. John’s Well Child and Family Center)[27]
- 2015 – OHSU Transgender Health Clinic (Portland, Oregon, Einrichtung der Oregon Health & Science University)[28]
- 2015 – Transgender and Intersex Specialty Care Clinic (TISCC, Rochester, Minnesota, Einrichtung der Mayo Clinic)[29]
- 2015 – YSM Gender Program (New Haven, Connecticut, Einrichtung der Yale School of Medicine)[30]
- 2016 – Center for Transgender Medicine and Surgery (New York, New York, Einrichtung des Mount Sinai Hospital)[31]
- 2016 – Center for Transgender Medicine and Surgery at Boston Medical Center (Boston, Massachusetts, Einrichtung des Boston Medical Center)[32]
- 2016 – Gerald J. Friedman TransGender Program (New York, New York, Einrichtung des Lenox Hill Hospital)[33]
- 2016 – Philadelphia Center for Transgender Surgery (Philadelphia, Pennsylvania, Einrichtung des Hahnemann University Hospital und der Thomas Jefferson University)[34]
- 2017 – Johns Hopkins Center for Transgender Health (Baltimore, Maryland, Einrichtung der Johns Hopkins University)[35]
- 2018 – Center for Gender Surgery at Boston Children’s Hospital (Boston, Massachusetts, Einrichtung des Boston Children's Hospital)[36]

## Gegenwart

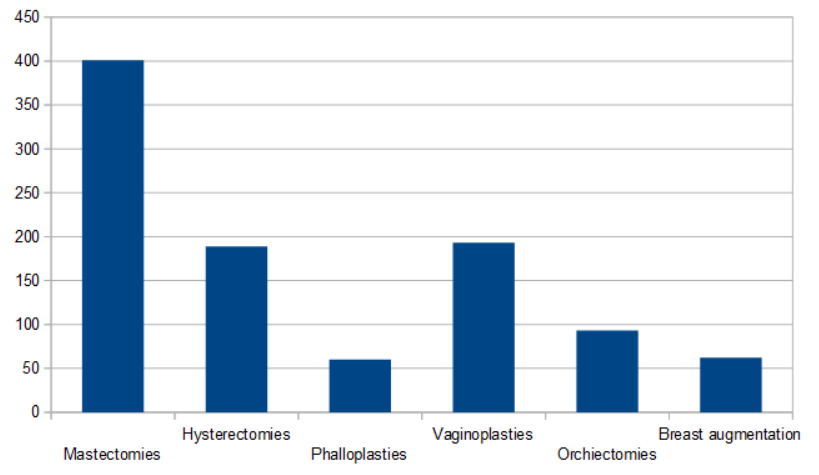
Häufigkeit einzelner geschlechtsangleichender Operationen entsprechend der Studie von 2018

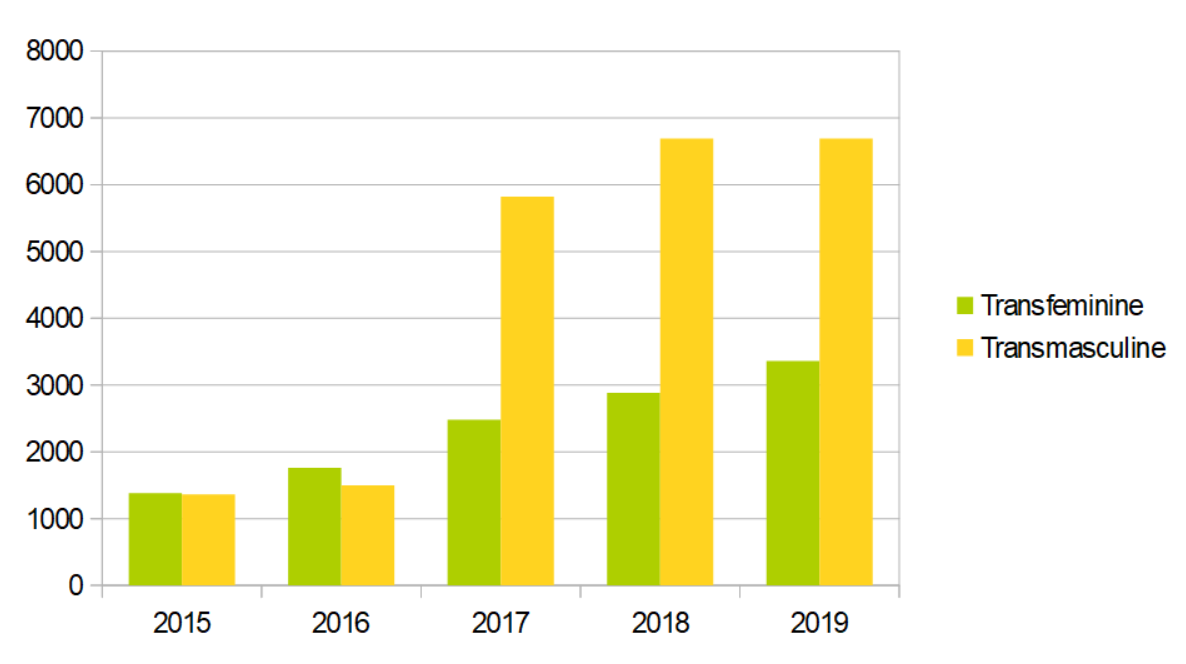
Entwicklung der Zahlen der geschlechtsangleichenden Operationen 2015–2019 (American Society for Plastic Surgeons)

Der Anteil der Menschen an der Gesamtbevölkerung der Vereinigten Staaten, die sich als transgender oder nicht geschlechtskonform einstufen, wird derzeit auf 0,6 % geschätzt. In einer Studie aus dem Jahre 2009 wird die Inzidenz von Geschlechtsdysphorie bei Menschen mit männlicher Geschlechtszuweisung bei Geburt auf 0,005–0,01 % und bei Menschen mit weiblicher Geschlechtszuweisung auf 0,002 – 0,0033 % geschätzt. Sowohl bei Transfrauen, Transmännern und nicht-binären Personen werden alle sexuellen Orientierungen verzeichnet, wobei sich etwa je ein Viertel der Befragten als heterosexuell, homosexuell, queer oder bisexuell einstuft. Bei heterosexuellen transgender Menschen – besonders bei heterosexuellen Transfrauen – ist ein gewisser Trend beobachtet worden, dass sich die sexuelle Orientierung im Laufe der Geschlechtsangleichung ändert. Die Hälfte der transgender Amerikaner lebt in einer Partnerschaft oder Ehe, das ist nur geringfügig weniger als in der Gesamtpopulation.
Eine vollständige statistische Erfassung von transgender Menschen existiert in den USA bislang nicht, jedoch gibt es zahlreiche Studien, die sich mit Stichproben beschäftigt haben. So wurde in einer 2018 veröffentlichten Studie ermittelt, dass von 7.905 transgender Patienten 1.047 Personen (13,2 %) geschlechtsangleichende Chirurgie in Anspruch genommen hatten, wobei Mastektomie (11,7 %) die am häufigsten nachfragte Operation war, gefolgt von Kolpopoese und Hysterektomie. Die höchste Komplikationsrate zeigte sich im Bereich der Phalloplastik (5,8 %). Auch hatten die Forscher beobachtet, dass im Verlaufe des Untersuchungszeitraumes (2009–2015) geschlechtsangleichende Operationen immer mehr zugenommen haben, mit einer Verfünffachung allein zwischen 2010 und 2015, wobei insbesondere eine Zunahme der Mastektomien zu Buche schlug. Da sie davon ausgingen, dass die Inzidenz von Geschlechtsdysphorie im Untersuchungszeitraum konstant geblieben ist, haben die Forscher den Anstieg der Operationen darauf zurückgeführt, dass infolge des gesellschaftlichen und politischen Wandels der Zugang zu einschlägig spezialisierten medizinischen Dienstleistern einfacher geworden ist.
In einer Studie aus dem Jahre 2015, in der es vor allem um die Diskriminierungserfahrungen von transgender Amerikanern ging, war ermittelt worden, dass 55 % der Personen, die Operationen gewählt, und 25 % der Patienten, die sich einer Hormontherapie unterzogen hatten, von Schwierigkeiten berichteten, die Kosten von einer Krankenversicherung erstattet zu bekommen, wobei Medicaid eher zahlungsbereit war als andere Anbieter. Die Teilnehmerschaft dieser Studie – insgesamt mehr als 27.000 Personen – setzte sich zu etwa gleichen Teilen aus Transfrauen, Transmännern und nicht-binären Personen zusammen, wobei der Anteil der Personen, denen bei der Geburt das weibliche Geschlecht zugewiesen worden war, 57 % betrug; 81 % von ihnen gaben an, die Diskrepanz zwischen zugewiesenem Geschlecht und Geschlechtsidentität bereits vor der Vollendung des 15. Lebensjahres empfunden zu haben. 25 % der Teilnehmer hatten sich mindestens einer Operation unterzogen. Die Bereitschaft, Chirurgie in Anspruch zu nehmen, war bei Transmännern insgesamt größer als bei Transfrauen. Während die letzteren sich häufig auf Haarentfernungsmaßnahmen und Sprechtraining beschränkten und Maßnahmen wie Kolpopoese, Brustvergrößerung oder Orchiektomie nur in je etwa 11–12 % der Fälle hatten durchführen lassen, hatten von den befragten Transfrauen bereits 36 % eine Mastektomie und 14 % eine Hysterektomie hinter sich. Die Tendenz, die Brust eher operieren zu lassen als die Genitalien, betrifft allerdings beide Geschlechter; Forscher vermuten, dass dies an der vergleichbar großen Rolle liegt, die die Brust für die alltägliche Erscheinung eines Menschen spielt. Die Zahl der geschlechtsangleichenden Operationen nimmt insgesamt zu. So hat die American Society for Plastic Surgeons (ASPS) allein im Zeitraum 2016–2017 eine Zunahme von 155 % verzeichnet (Zunahme bei Transfrauen: 41 %, bei Transmännern: 289 %).
Wesentlich öfter als Operationen unterziehen sich amerikanische transgender Menschen Hormontherapien, wobei die Häufigkeit der Nachfrage und Verschreibung im 21. Jahrhundert erheblich gestiegen ist. In der Studie von 2015 wurde ermittelt, dass 78 % der Teilnehmer sich um Hormontherapie bemüht haben, doch nur 49 % konnten sie auch erhalten. Bei Transfrauen und Transmännern war Hormontherapie deutlich stärker nachgefragt als bei Personen, die sich als nicht-binär identifizierten. 15 % der Befragten gaben an, sie haben irgendwann in ihren Leben Pubertätsblocker gewünscht; weniger als 1 % haben diese tatsächlich auch erhalten.
Angestiegen ist auch die Zahl der Amerikaner, die sich als transgender identifizieren, insbesondere unter Teenagern und Heranwachsenden. Besonders auffällige Befunde lieferte eine 2016 an High Schools in Minnesota durchgeführte Studie, in der sich nicht weniger 2,7 % der befragten Teenager als transgender eingestuft haben.